# My Worlds: The Collection
Singles
My Worlds: The Collection est le premier album de compilation du chanteur Justin Bieber. Cet album est une alternative internationale à l'album My Worlds Acoustic, dont la distribution était réservée aux magasins Walmart et aux magasins vente en gros Sam's Club.
L'album, qui sort en Europe le 19 novembre 2010, est composé de deux disques. Le premier est une version légèrement altérée de My Worlds Acoustic, et le second My World, est une compilation des albums My World et My World 2.0. En outre, la compilation comporte également des inédits : une chanson intitulée Pray, une collaboration avec Jaden Smith intitulée Never Say Never, et des remixes de Somebody to Love.
Les nouvelles versions des chansons sont produites par Dan Kanter (en), Kuk Harrell (en) et Rob Wells (en).

## Pistes
| 1.  | One Time (version acoustique)                         | Christopher Stewart, Terius Nash, James Bunton, Corron Cole, Thabiso Nkhereanye | Dan Kanter, Rob Wells, Kuk Harrell | 3:06 |
| 2.  | Baby (version acoustique)                             | Justin Bieber, Stewart, Nash, Christina Milian, Ludacris                        | Kanter, Wells, Harrell             | 3:35 |
| 3.  | One Less Lonely Girl (version acoustique)             | Ezekiel Lewis, Balewa Muhammad, Sean Hamilton, Hyuk Shin, Usher                 | Kanter, Wells, Harrell             | 3:57 |
| 4.  | Down to Earth (version acoustique)                    | Bieber, Kevin Risto, Waynne Nugent, Mason Levy, Carlos Battey, Steven Battey    | Kanter, Wells, Harrell             | 4:03 |
| 5.  | U Smile (version acoustique)                          | Bieber, Jerry Duplessis, Arden Altino, Dan August Rigo                          | Kanter, Wells, Harrell             | 3:16 |
| 6.  | Stuck in the Moment (version acoustique)              | Bieber, Rigo, Jonathan Yip, Ray Romulus, Jeremy Reeves                          | Kanter, Wells, Harrell             | 3:18 |
| 7.  | Favorite Girl (live)                                  | Antea Birchett, Anesha Birchet, Dernst Emile II, Delisha Thomas                 | Kanter, Wells, Harrell             | 5:09 |
| 8.  | That Should Be Me (version acoustique)                | Bieber, Adam Messinger, Nasri Atweh, Luke Boyd                                  | Kanter, Wells, Harrell             | 4:09 |
| 9.  | Never Say Never (version acoustique) (ft Jaden Smith) | Bieber, Jaden Smith, Messinger, Atweh, Harrell, Omarr Rambert                   | Kanter, Wells, Harrell             | 3:43 |
| 10. | Pray                                                  | Bieber, Atweh, Messinger, Omar Martinez                                         | Kanter, Wells, Harrell             | 3:34 |
| 11. | Somebody to Love (ft Usher)                           | Bieber, Reeves, Romulus, Yip, Bright                                            | The Stereotypes                    | 3:44 |
| 12. | Never Say Never (ft Jaden Smith)                      | Bieber, Smith, Messinger, Atweh, Harrell, Rambert                               | The Messengers                     | 3:49 |
| 13. | Somebody to Love (J-Stax Remix)                       | Bieber, Reeves, Romulus, Yip, Bright                                            |                                    | 3:34 |

| 1.  | One Time                          | Stewart, Nash, Bunton, Cole, Nkhereanye                                                                                 | Stewart, Kuk Harrell, Bunton, Cole          | 3:35 |
| 2.  | Favorite Girl                     | Antea Birchett, Anesha Birchet, Dernst Emile II, Delisha Thomas                                                         | D'Mile                                      | 4:16 |
| 3.  | Down to Earth                     | Justin Bieber, Midi Mafia, Mason Levy, Carlos Battey, Steven Battey                                                     | Midi Mafia                                  | 4:05 |
| 4.  | Bigger                            | Bieber, Midi Mafia, Dapo Torimiro, Lonny Breaux                                                                         | Midi Mafia, Dapo Torimiro                   | 3:17 |
| 5.  | One Less Lonely Girl              | Ezekiel Lewis, Balewa Muhammad, Sean Hamilton, Hyuk Shin, Usher                                                         | E. Lewis, B. Muhammad, S. Hamilton, H. Shin | 3:49 |
| 6.  | First Dance (featuring Usher)     | Bieber, Usher Raymond IV, Jesse "Corparal" Wilson, Ryan Lovette, Dwight Reynolds, Alexander "Prettyboifresh" Parhm, Jr. | Prettyboifresh                              | 3:42 |
| 7.  | Love Me                           | Peter Svensson, Nina Persson, Peter Hernandez, Phillip Lawrence, Ari Levine                                             | DJ Frank E                                  | 3:13 |
| 8.  | Common Denominator                | Bieber, Lashaunda "Babygirl" Carr                                                                                       | L. Carr                                     | 4:10 |
| 9.  | Baby (ft Ludacris)                | Bieber, Nash, Stewart, Milian, Bridges                                                                                  | The-Dream, Stewart                          | 3:33 |
| 10. | Somebody to Love                  | Bieber, Heather Bright, The Stereotypes                                                                                 | The Stereotypes                             | 3:40 |
| 11. | Stuck in the Moment               | Bieber, The Stereotypes, Rigo                                                                                           | The Stereotypes                             | 3:42 |
| 12. | U Smile                           | Bieber, Jerry Duplessis, Arden Altino, Rigo                                                                             | J. Duplessis, A. Altino                     | 3:16 |
| 13. | Runaway Love                      | Bieber, Melvin Hough II, Rivelino Wouter, Timothy Thomas & Theron Thomas                                                | Melvin Hough II                             | 3:32 |
| 14. | Never Let You Go                  | Bieber, Johntà Austin, Bryan-Michael Cox                                                                                | B. Cox                                      | 4:24 |
| 15. | Overboard (ft Jessica Jarrell)    | Bieber, Midi Mafia, Dapo Torimiro, Taurian Shropshire                                                                   | Midi Mafia, D. Torimiro                     | 4:11 |
| 16. | Eenie Meenie (avec Sean Kingston) | Bieber, Carlos Battey, Steven Battey, Kisean Anderson                                                                   | Benny Blanco                                | 3:22 |
| 17. | Up                                | Bieber, The Messengers                                                                                                  | The Messengers                              | 3:54 |
| 18. | That Should Be Me                 | Bieber, The Messengers, Luke Boyd                                                                                       | The Messengers                              | 3:54 |

| 19. | Kiss and Tell      | Andrew Harr, Jermaine Jackson, Rigo, Andre Davidson, Sean Davidson, Karlyn Ramsey, Bieber | The Runners, The Monarch (co.)                                                                 | 3:47 |
| 20. | Where Are You Now? | Bieber                                                                                    | Cox, Bieber, "Mama Jan" Smith; original production by "Mama Jan" Smith, Demond Mickens, Bieber | 4:27 |

## Certifications
| Pays     | Association  | Certification | Ventes/Équivalence |
| -------- | ------------ | ------------- | ------------------ |
| Danemark | IFPI Danmark | 2x platine    | 40 000             |
| Mexique  | AMPROFON     | or            | 30 000             |